# Embargo dos Estados Unidos a Cuba

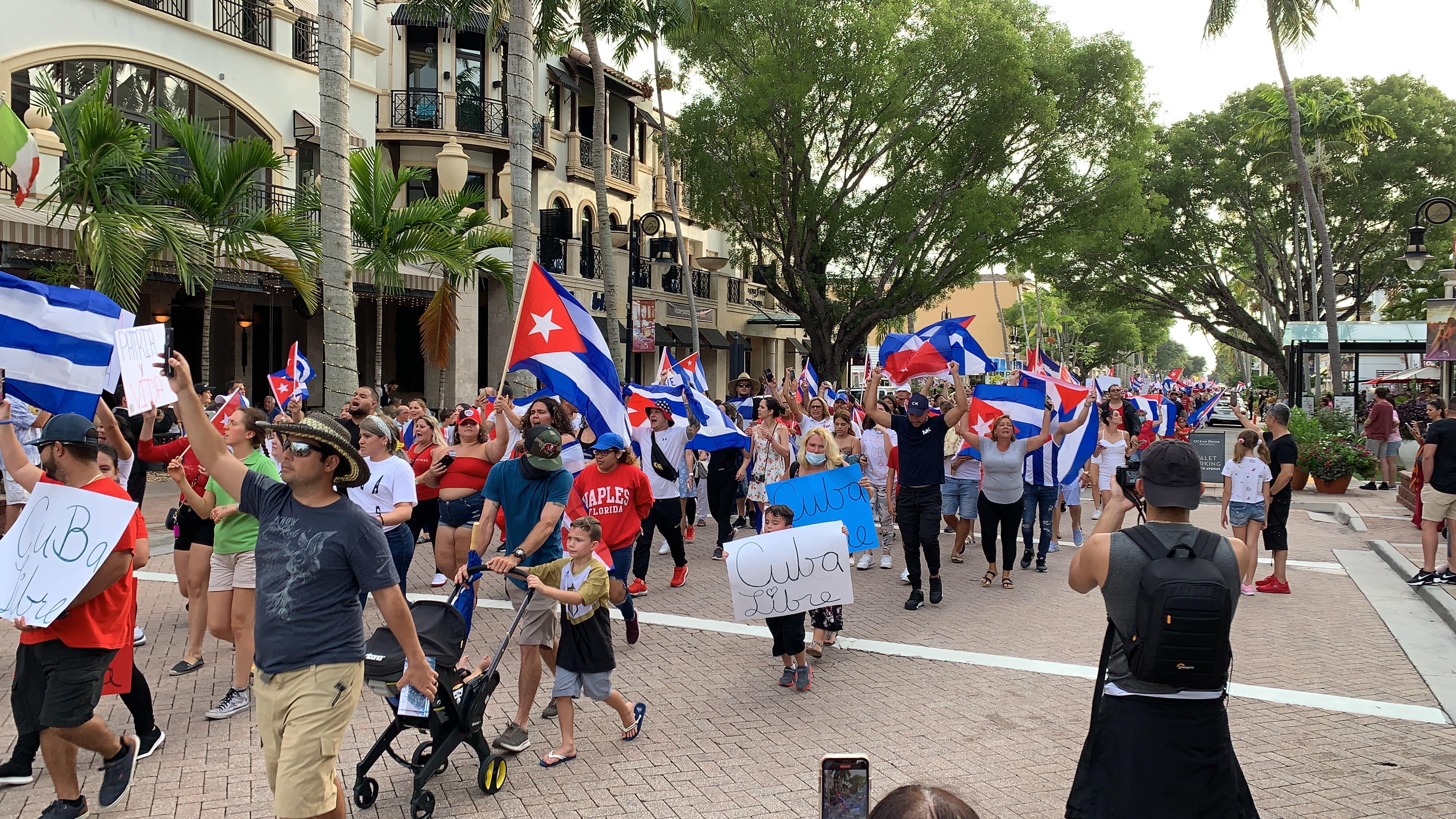
Um protesto de cubano-americanos em Naples, Flórida, em julho de 2021. Os cubano-americanos possuem uma forte influência nas eleições na Flórida, considerada um dos maiores swing states dos Estados Unidos.

De meados do Século XX ao Século XXI os Estados Unidos impõem um embargo comercial, econômico e financeiro a Cuba, o mais duradouro da história moderna. O embargo a Cuba é aplicado principalmente por meio de seis estatutos: a "Lei de Comércio com o Inimigo" de 1917, a "Lei de Assistência Externa" de 1961, o "Regulamento de Controle de Ativos Cubanos" de 1963, a "Lei de Democracia Cubana" de 1992, a "Lei Helms-Burton" de 1996 e a "Lei de Reforma das Sanções Comerciais e de Melhoria das Exportações" de 2000. A Assembleia Geral das Nações Unidas aprovou todos os anos, desde 1992, uma resolução exigindo o fim do bloqueio econômico estadunidense à Cuba, sendo os Estados Unidos e Israel as únicas nações a votar consistentemente contra as resoluções.
Em 14 de março de 1958, os Estados Unidos impuseram um embargo à venda de armas a Cuba, durante o regime de Fulgencio Batista. Novamente em 19 de outubro de 1960 (quase dois anos após a Revolução Cubana levar à deposição do regime de Batista), os Estados Unidos embargaram as exportações para Cuba, exceto alimentos e remédios, depois que Cuba estatizou, sem indenização, as refinarias de petróleo de propriedade americana. Em 7 de fevereiro de 1962, o embargo foi estendido para incluir quase todas as exportações. A "Lei Helms-Burton" restringiu ainda mais os cidadãos dos Estados Unidos de fazer negócios em ou com Cuba, e determinou restrições ao fornecimento de assistência pública ou privada a qualquer governo sucessor em Havana, a menos e até que certas reivindicações contra o governo cubano fossem atendidas. Em 1999, o presidente Bill Clinton expandiu o embargo comercial, proibindo também as subsidiárias estrangeiras de empresas americanas de negociar com Cuba. Em 2000, Clinton autorizou a venda de produtos "humanitários" dos Estados Unidos para Cuba.
Segundo a "Lei de Democracia Cubana" de 1992, o objetivo declarado é manter as sanções contra Cuba "enquanto o governo cubano se recusar a avançar em direção à democratização e maior respeito pelos direitos humanos". William M. LeoGrande resumiu que o embargo contra Cuba é "o mais antigo e abrangente regime de sanções econômicas dos Estados Unidos contra qualquer país do mundo. Compreende uma complexa colcha de retalhos de leis e determinações presidenciais" impostas há mais de meio século, que há muito o líder cubano e ex-presidente Fidel Castro certa vez chamou de "uma bola de lã emaranhada". De acordo com LeoGrande, "os presidentes [dos Estados Unidos] apertaram ou relaxaram para se adequarem às suas próprias estratégias - alguns buscando derrubar ou punir o regime cubano com pressão econômica, outros buscando melhorar as relações recorrendo ao soft power em vez da força. O impacto das sanções dos EUA também variaram, às vezes infligindo sérios danos à economia cubana e outras vezes sendo apenas um incômodo caro. Mas o embargo nunca foi eficaz em alcançar seu objetivo principal: tirar do poder o regime revolucionário de Cuba ou curvá-lo ao desejo de Washington."
Em 2015, o valor dos ativos americanos confiscados pelo governo cubano foi estimado em 8 bilhões de dólares, enquanto que o governo cubano estimou em 121 bilhões de dólares o prejuízo decorrente do embargo.

## El bloqueo
Em Cuba, o embargo é chamado el bloqueo (em espanhol: o bloqueio), no entanto, não houve um bloqueio militar físico do país pelos Estados Unidos desde a Crise dos Mísseis em 1962. O governo cubano frequentemente culpa o embargo dos Estados Unidos pelos problemas econômicos de Cuba. Os Estados Unidos ameaçaram suspender a ajuda financeira a outros países se comercializarem produtos não alimentícios com Cuba. As tentativas dos Estados Unidos de realizar essas medidas foram veementemente condenadas pela Assembleia Geral das Nações Unidas como uma medida extraterritorial que infringe "a igualdade soberana dos Estados, a não intervenção em seus assuntos internos e a liberdade de comércio e navegação como fatores primordiais para a condução dos assuntos internacionais".
Apesar da existência do embargo, Cuba pode, e faz, o comércio internacional com muitos países, incluindo muitos aliados dos Estados Unidos; entretanto, as empresas sediadas nos Estados Unidos e as empresas que fazem negócios com os Estados Unidos, comercializam com Cuba sob o risco de sanções dos Estados Unidos. Cuba é membro da Organização Mundial do Comércio desde 1995. A União Europeia é o maior parceiro comercial de Cuba e os Estados Unidos são o quinto maior exportador para Cuba (6,6% das importações de Cuba vêm dos Estados Unidos). Cuba deve, no entanto, pagar em dinheiro por todas as importações, pois não é concedido nenhum crédito financeiro ao Governo Cubano.
Além das críticas aos direitos humanos em Cuba, os Estados Unidos detêm US$ 6 bilhões em ações financeiras contra o governo cubano. A posição pró-embargo é que esta é, em parte, uma resposta adequada a essas reivindicações não endereçadas. O Grupo de Trabalho da América Latina argumenta que exilados cubano-americanos pró-embargo, cujos votos são cruciais no estado da Flórida, levaram muitos políticos a adotarem opiniões semelhantes às suas. Alguns líderes empresariais, como James E. Perrella, Dwayne O. Andreas e Peter Blyth, se opuseram às visões cubano-americanas, argumentando que o livre comércio seria vantajoso tanto para Cuba, como para os Estados Unidos.
Grupos de direitos humanos, incluindo a Anistia Internacional, a Human Rights Watch e a Comissão Interamericana de Direitos Humanos, também criticaram o embargo. Os críticos alegam que as leis do embargo são muito severas, citando o fato de que as violações podem resultar em até 10 anos de prisão e multas pesadas que variam de US$ 1 milhão para empresas a US$ 250 mil para cidadãos.

## História

### Governo Eisenhower
Os Estados Unidos impuseram um embargo de armas a Cuba em 14 de março de 1958, durante o conflito armado entre rebeldes liderados por Fidel Castro e o regime de Fulgencio Batista. O conflito armado violou a política dos Estados Unidos, que permitia a venda de armas para países latino-americanos que faziam parte do Tratado Interamericano de Assistência Recíproca, desde que não fossem utilizados para fins hostis. O embargo de armas teve mais impacto sobre Batista do que sobre os rebeldes. Depois que o governo socialista de Castro chegou ao poder em 1 de janeiro de 1959, Castro fez aberturas aos Estados Unidos, mas foi rejeitado pelo governo do presidente Dwight D. Eisenhower, que em março começou a fazer planos para ajudar a derrubá-lo. O Congresso não quis levantar o embargo.

Em maio de 1960, o governo cubano começou a comprar abertamente armamentos regulares da União Soviética, citando o embargo de armas dos Estados Unidos. Em julho de 1960, os Estados Unidos reduziram a cota de importação de açúcar mascavo de Cuba para 700 mil toneladas, sob a Lei do Açúcar de 1948; e a União Soviética respondeu concordando em comprar o açúcar.

Memorando Nacional de Ação de Segurança nº 23 do dia 21 de fevereiro de 1961. O texto faz uma recomendação que o restante das exportações de Cuba para os Estados Unidos seja embargado.

Em outubro de 1960, ocorreu um incidente importante: o governo Eisenhower se recusou a exportar petróleo para a ilha, deixando Cuba dependente do petróleo soviético, que as empresas americanas em Cuba se recusaram a refinar. Isso levou o governo cubano a encampar e estatizar as três refinarias de petróleo de propriedade americana no país como resposta. Os proprietários das refinarias não foram indenizados pela encampação de suas propriedades. As refinarias tornaram-se parte da empresa estatal Unión Cuba-Petróleo. Isto levou o governo Eisenhower a lançar o primeiro embargo comercial, que foi uma proibição contra a venda de todos os produtos a Cuba, exceto alimentos e medicamentos. O regime cubano respondeu com a encampação de todas as empresas americanas e da maioria das propriedades privadas americanas na ilha. Nenhuma indenização foi dada pelas expropriações e vários diplomatas foram expulsos de Cuba.
A segunda onda de estatizações levou o governo Eisenhower, em uma de suas últimas ações, a romper todas as relações diplomáticas com Cuba em janeiro de 1961. O embargo comercial parcial dos Estados Unidos a Cuba continuou sob a Lei de Comércio com o Inimigo de 1917.

### Governo Kennedy
Após a invasão da Baía dos Porcos, em abril de 1961, que havia sido amplamente planejada sob o governo Eisenhower, mas que John Kennedy havia sido informado e aprovado durante os meses que precederam sua presidência e nos primeiros meses de seu mandato como presidente, o governo cubano declarou que agora se considerava marxista, socialista, e alinhado com a União Soviética. Em 4 de setembro de 1961, em parte em resposta, o Congresso aprovou a Lei de Assistência Externa, uma lei da Guerra Fria (entre muitas outras medidas) que proibia a ajuda a Cuba e autorizava o presidente a impor um embargo comercial completo a Cuba.

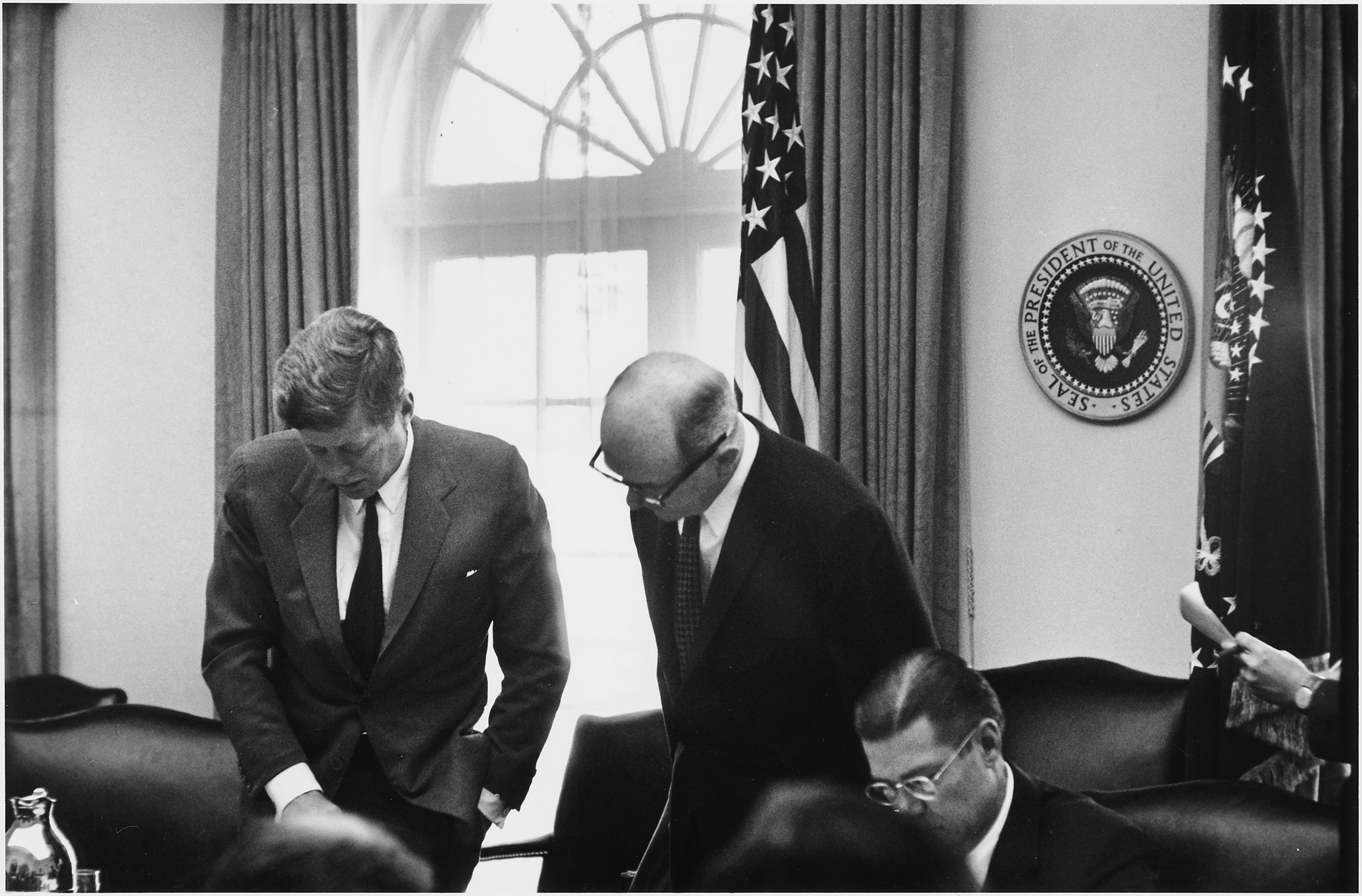
O então presidente John F. Kennedy e o Secretário de Defesa Robert S. McNamara, em reunião do Comitê Executivo do Conselho de Segurança Nacional em 1963.

Em 21 de janeiro de 1962, Cuba foi suspensa pela Organização dos Estados Americanos (OEA), com 14 votos a favor, um voto contra (de Cuba) e seis abstenções. O México e o Equador, dois membros que se abstiveram, argumentaram que a expulsão não estava autorizada na Carta da OEA. Sanções multilaterais foram impostas pela OEA em 26 de julho de 1964, que foram posteriormente revogadas em 29 de julho de 1975. As relações cubanas com a OEA melhoraram desde então e a suspensão foi levantada em 3 de junho de 2009.

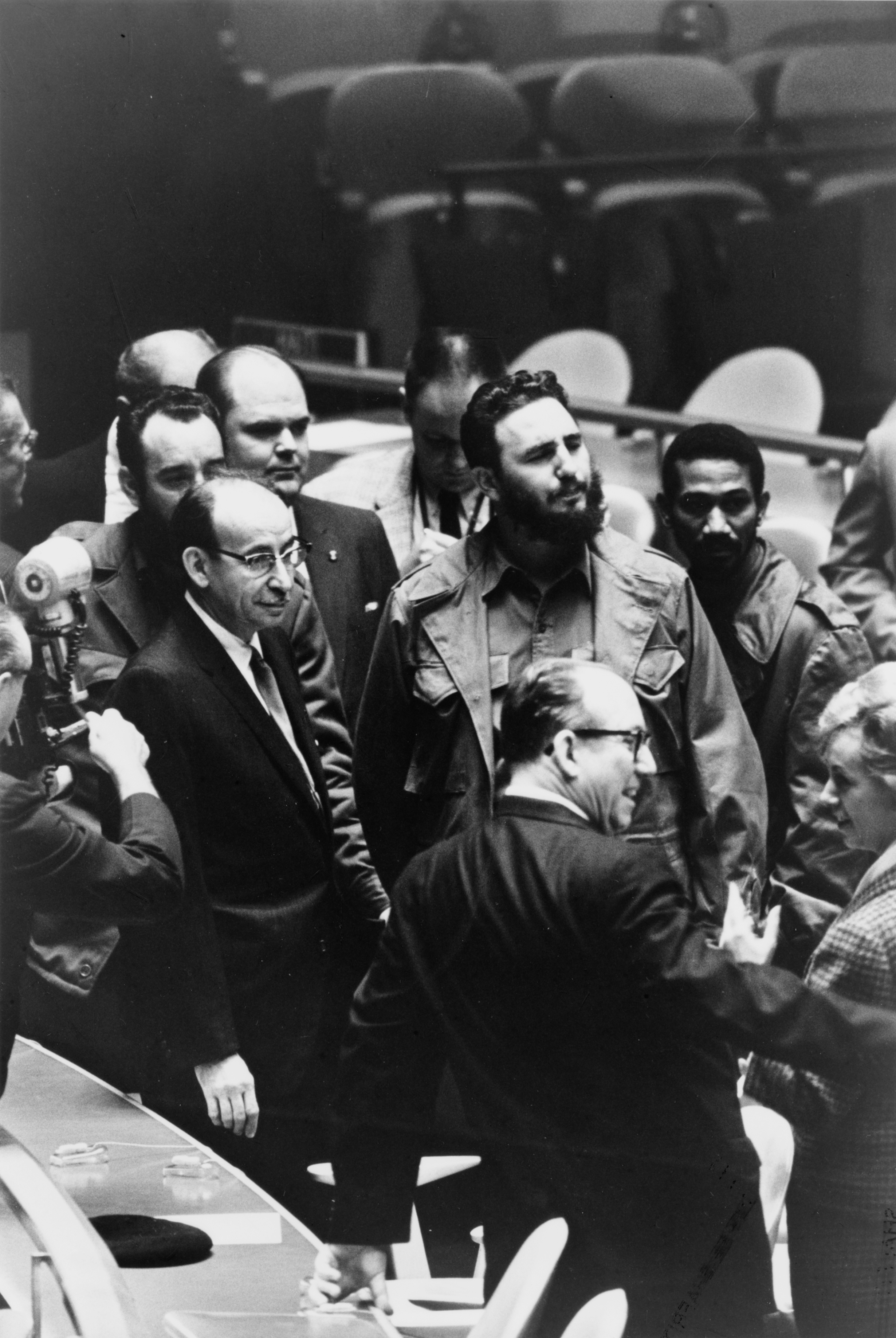
Fidel Castro na Assembleia Geral das Nações Unidas em 1960.

O presidente Kennedy estendeu as medidas por ordem executiva, ampliando primeiro o escopo das restrições comerciais em 8 de fevereiro de 1962 (anunciadas em 3 de fevereiro e novamente em 23 de março de 1962). Essas medidas expandiram o embargo para incluir todas as importações de produtos que contenham mercadorias cubanas, mesmo que os produtos finais tenham sido fabricados ou montados fora de Cuba. Em 3 de agosto de 1962, a Lei de Assistência Externa foi alterada para proibir a ajuda a qualquer país que presta assistência a Cuba. Em 7 de setembro de 1962, Kennedy formalmente expandiu o embargo cubano para incluir todo o comércio cubano, exceto a venda não subsidiada de alimentos e medicamentos.[carece de fontes?]

#### Crise dos mísseis de Cuba
Após a crise dos mísseis de Cuba (outubro de 1962), Kennedy impôs restrições de viagem em 8 de fevereiro de 1963, e o Regulamento de Controle de Ativos Cubanos foi emitido em 8 de julho de 1963, novamente sob a Lei de Negociação com o Inimigo em resposta aos cubanos que hospedavam armas nucleares soviéticas. Sob essas restrições, os ativos cubanos nos Estados Unidos foram congelados e as restrições existentes foram consolidadas.

### Reaproximação com Cuba
As restrições aos cidadãos dos Estados Unidos que viajam para Cuba expiraram em 19 de março de 1977; o regulamento era renovável a cada seis meses, mas o então presidente Jimmy Carter não o renovou e o regulamento sobre o gasto de dólares americanos em Cuba foi levantado pouco depois. O presidente Ronald Reagan restabeleceu o embargo comercial em 19 de abril de 1982, embora agora estivesse restrito apenas a viagens de negócios e turismo e não se aplicasse a viagens de funcionários do governo dos Estados Unidos, funcionários de organizações de notícias ou cinema, pessoas envolvidas em pesquisas profissionais ou pessoas que visitam seus parentes próximos. Isso foi modificado posteriormente com o presente regulamento, a partir de 30 de junho de 2004, sendo o Regulamento de Controle de Ativos Cubanos.
O regulamento atual não proíbe a viagem de cidadãos dos Estados Unidos a Cuba per se, mas torna ilegal para os cidadãos estadunidenses realizar transações (gastar dinheiro ou receber presentes) em Cuba na maioria das circunstâncias sem uma licença emitida pelo Office of Foreign Assets Control do governo estadunidense. Como até mesmo pagar impostos inevitáveis de passagens aéreas em um aeroporto cubano violaria essa lei de transações, é efetivamente impossível para turistas comuns visitar Cuba sem infringir a regra de transação monetária.

### Recrudescimento das sanções

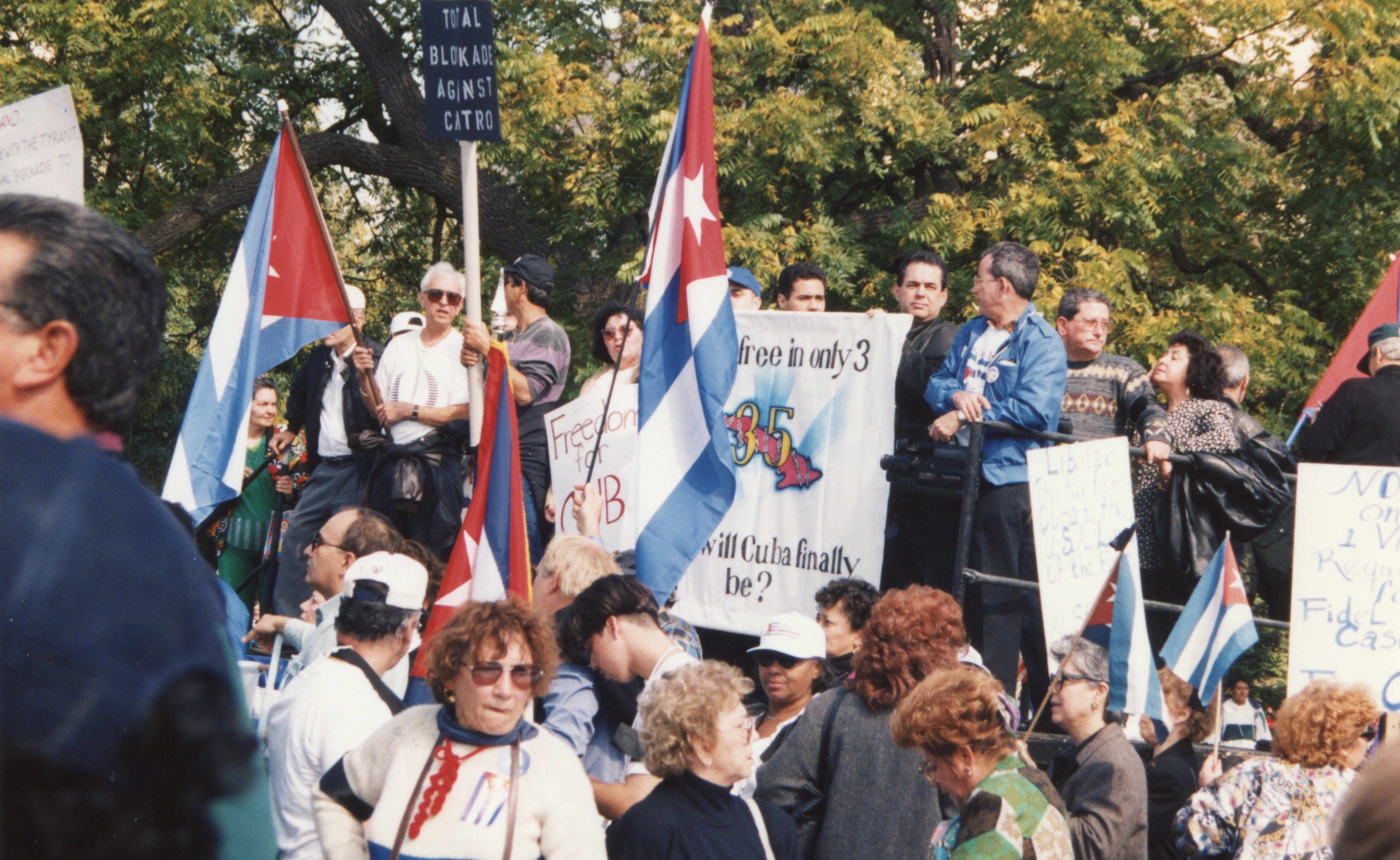
Manifestantes cubano-americanos durante um protesto na Lafayette Square, em Washington, D.C., em outubro de 1994. Uma das placas ao fundo diz "Bloqueio total contra Castro".

O embargo foi reforçado em outubro de 1992 pela Lei de Democracia Cubana (também conhecida como Lei Torricelli, nome dado em referência ao autor da lei, o representante democrata de Nova Jersey Robert Torricelli) e em 1996 pela Lei de Solidariedade da Liberdade e Democracia Cubana (conhecida como Lei Helms-Burton, proposta pelo senador da Carolina do Norte Jesse Helms e o representante de Indiana Dan Burton, ambos republicanos), que penaliza empresas estrangeiras que fazem negócios em Cuba, impedindo que elas façam negócios nos Estados Unidos. A justificativa prevista para essas restrições era que essas empresas estavam traficando propriedades roubadas dos Estados Unidos e, portanto, deveriam ser excluídas.
Embora os Estados Unidos tenham procurado normalizar suas relações comerciais com outros países socialistas, como a China ou o Vietnã, a existência de um forte lobby conservador, formado por exilados cubanos no sul da Flórida, dificultou o relaxamento do embargo, principalmente devido à influência dos cubano-americanos nas eleições em um estado politicamente estratégico como a Flórida. Nem os Democratas, nem os Republicanos propuseram mudanças significativas durante a década de 1990 (embora o Partido Republicano tenha sido tradicionalmente mais favorável à aplicação de sanções mais pesadas contra Cuba).[carece de fontes?]
A União Europeia ressentiu-se da Lei Helms-Burton porque acreditava que os Estados Unidos estavam ditando como outras nações deveriam conduzir seu comércio e o desafiou nessa base. A UE acabou desistindo de seu desafio em favor de negociar uma solução.
Em 6 de março de 1996, uma coalizão bipartidária no Congresso dos Estados Unidos aprovou a Lei Helms-Burton. O projeto foi apresentado no final de 1995. Inicialmente sob oposição dos democratas, foi reintroduzido, motivado por um episódio ocorrido um mês antes. Em 24 de fevereiro de 1996, caças da Força Aérea Cubana abateram dois aviões do grupo Hermanos al Rescate. No entanto, até hoje há controvérsias se os aviões foram abatidos sobre território cubano ou espaço aéreo internacional.
O Título III da Lei Helms-Burton afirma que qualquer empresa não americana que "trafique conscientemente propriedades em Cuba confiscadas sem remuneração de uma pessoa dos Estados Unidos" pode ser submetida a litígios e que a liderança da empresa pode ser impedida de entrar nos Estados Unidos. Sanções também podem ser aplicadas a empresas fora dos Estados Unidos que negociam com Cuba. Essa restrição também se aplica ao transporte marítimo, já que os navios que atracam nos portos cubanos não podem atracar nos portos dos Estados Unidos por seis meses. É importante observar que este título inclui a autoridade de renúncia, para que o Presidente possa suspender seu pedido. Essa renúncia deve ser renovada a cada seis meses e tradicionalmente tem sido renovada.
Em resposta à pressão de alguns agricultores e empresários do setor do agronegócio estadunidense, o embargo foi relaxado pela Lei de Reforma das Sanções ao Comércio e Melhoria das Exportações, aprovada pelo Congresso em outubro de 2000 e assinada pelo presidente Bill Clinton. O relaxamento permitiu a venda de produtos agrícolas e remédios a Cuba por razões humanitárias. Embora inicialmente Cuba tenha se recusado a se envolver nesse comércio (tendo até recusado a ajuda alimentar dos Estados Unidos no passado, considerando-a uma meia medida que atende aos interesses dos Estados Unidos), o governo cubano começou a permitir a compra de alimentos dos Estados Unidos como resultado dos danos causados pelo Furacão Michelle em novembro de 2001. Essas compras cresceram desde então, embora todas as vendas sejam feitas em dinheiro. Em 2007, os Estados Unidos eram o maior fornecedor de alimentos de Cuba, que, no entanto, é amplamente auto-suficiente e seu quinto maior parceiro comercial.
Em alguns pontos turísticos da ilha, marcas americanas como a Coca-Cola podem ser compradas. Os navios-tanque da Ford reabastecem aviões nos aeroportos e alguns computadores usam o software da Microsoft. A origem do financiamento por trás de tais mercadorias nem sempre é clara. Os produtos geralmente vêm de terceiros baseados em países fora dos Estados Unidos, mesmo que o produto que está sendo negociado originalmente tenha acionistas ou investidores nos Estados Unidos. Isso pode ser observado, por exemplo, nos produtos da Nestlé (que possuem 10% de propriedade estadunidense) que podem ser comprados em Cuba com pesos conversíveis cubanos (CUCs). Esses pesos são moedas fortes negociadas em moeda estrangeira em relação ao dólar estadunidense, euro e outras moedas.[carece de fontes?]

### Degelo cubano

#### Cubano-americanos

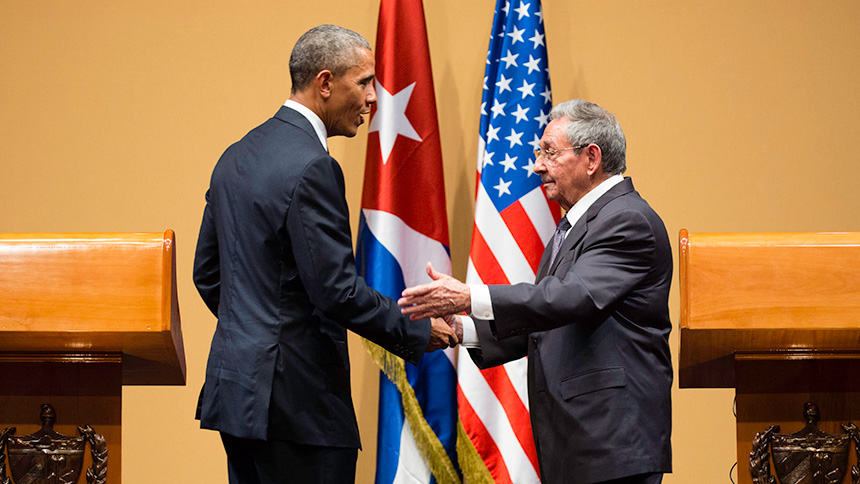
Barack Obama e Raúl Castro se cumprimentam, durante uma conferência em 2016.

Em 13 de abril de 2009, o presidente Barack Obama relaxou a proibição de viajar, permitindo que cubano-americanos viajassem livremente para Cuba; e em 14 de janeiro de 2011, ele relaxou ainda mais a proibição, permitindo que estudantes e missionários religiosos viajassem para Cuba se cumprirem certas restrições.
Em 16 de julho de 2012, o Ana Cecilia se tornou o primeiro navio direto sancionado oficialmente a partir de Miami para Cuba. Carregou alimentos, remédios e produtos de higiene pessoal enviados por cubano-americanos a familiares.
Em 2014, o governo Obama anunciou sua intenção de restabelecer relações com Cuba. Em janeiro de 2015, o governo diminuiu as restrições às viagens de cidadãos dos EUA a Cuba. Embora as restrições de viagens para o trabalho missionário e a educação tenham sido diminuídas, as visitas ao turismo continuam proibidas. O presidente dos Estados Unidos, Barack Obama e o presidente Raúl Castro, de Cuba, se encontraram em 11 de abril de 2015, que foi o primeiro encontro entre líderes distintos dos dois países em mais de cinquenta anos. Em maio de 2015, várias empresas americanas relataram que receberam licenças para estabelecer viagens de balsa entre a Flórida e Cuba, com uma porta-voz do Departamento do Tesouro confirmando que começaram a emitir licenças. Até o momento, a proibição geral de viajar para Cuba permanece em vigor para os americanos; portanto, o serviço de balsa não será acessível aos americanos que não receberam aprovação especial para viajar para Cuba.
Em 21 de setembro de 2015, os Departamentos de Comércio e Tesouraria adotaram ações coordenadas adicionais em apoio à política do Presidente em Cuba. Essas ações incluíram uma regra publicada pelo Bureau of Industry and Security do Departamento de Comércio que alterou os termos das exceções de licença existentes disponíveis para Cuba, aumentou o número de disposições de exceção de licença disponíveis para Cuba e criou um novo licenciamento para ajudar Cuba a garantir a segurança da aviação civil e a operação segura de aeronaves comerciais de passageiros, e tornou os requisitos de licença de exportação e reexportação considerados para Cuba consistentes com outros destinos sancionados.
Em fevereiro de 2016, o governo dos Estados Unidos permitiu que dois americanos do Alabama construíssem uma fábrica que montaria até mil pequenos tratores por ano para venda a agricultores privados em Cuba. A usina de US$ 5 milhões a US$ 10 milhões seria o primeiro investimento comercial significativo dos Estados Unidos em solo cubano desde 1959. O negócio não foi autorizado pelas autoridades cubanas no final daquele ano porque um dos proprietários havia obtido recentemente a cidadania cubana. A propriedade de fábricas ainda é ilegal em Cuba.
Em conjunto com uma troca de prisioneiros com Cuba, os presidentes Barack Obama e Raúl Castro anunciaram medidas em 17 de dezembro de 2014 para restabelecer as relações diplomáticas e relaxar as políticas econômicas e de viagens. Cuba libertou Alan Gross, um prisioneiro americano, por motivos humanitários e trocou um espião americano sem nome pelos três membros restantes dos Cinco Cubanos. Obama também anunciou uma revisão do status de Cuba como um Estado patrocinador do terrorismo e uma intenção de pedir ao Congresso para remover completamente o embargo. Cuba concordou em libertar 53 presos políticos e em permitir o acesso da Cruz Vermelha e dos investigadores de direitos humanos da ONU. Em 29 de maio de 2015, de acordo com o Departamento de Estado dos Estados Unidos, "a designação de Cuba como um Estado patrocinador do terrorismo foi revogada".
Sob as mudanças anunciadas pelo presidente, haverá uma maior capacidade de realizar transações com cidadãos e empresas cubanos, incluindo instituições financeiras cubanas. Além disso, os bancos estadunidenses permitidos agora poderão abrir contas credenciadas em bancos cubanos.
Em 12 de janeiro de 2017, o presidente Barack Obama anunciou a cessação imediata da política de concessão de cidadania estadunidense a imigrantes cubanos, oito dias antes do fim de seu mandato. O governo cubano concordou em aceitar o retorno de cidadãos cubanos. A partir de 2014, a antecipação do fim da política levou ao aumento do número de imigrantes cubanos.
Em 16 de junho de 2017, o presidente Donald Trump anunciou que estava suspendendo a política de relaxamento incondicional das sanções a Cuba, mas ao mesmo tempo deixando as portas abertas para um "melhor acordo" entre os Estados Unidos e Cuba. Segundo o presidente, o acordo de seu antecessor foi totalmente unilateral e teria concedido alívio das sanções econômicas a Cuba em troca de nada. Em 8 de novembro de 2017, foi anunciado que as restrições de negócios e viagens que foram afrouxadas pela administração Obama seriam reintegradas e reforçadas. As novas regras entraram em vigor em 9 de novembro. Em 4 de junho de 2019, o governo Trump anunciou novas restrições às viagens americanas a Cuba. Apesar do aumento das restrições, as viagens através de companhias aéreas e cruzeiros não foram completamente proibidas. Além disso, as relações diplomáticas permanecem intactas e as embaixadas em Washington e em Havana permanecem abertas.

## Detalhes do embargo cubano

### Impactos humanitários do embargo
O embargo tem sido amplamente criticado por seus efeitos sobre alimentos, água potável, remédios e outras necessidades econômicas da população cubana. As críticas vêm não só de Fidel Castro e Raúl Castro, como também de cidadãos e grupos cubanos, além de organizações e líderes internacionais.
Alguns críticos acadêmicos, fora de Cuba, também vincularam o embargo à escassez de suprimentos médicos e sabão, que resultaram em uma série de crises médicas e aumento dos níveis de doenças infecciosas. Críticos acadêmicos também têm associado o embargo a epidemias de doenças específicas, incluindo distúrbios neurológicos e cegueira causada por má nutrição. Também foi demonstrado que as restrições de viagem incorporadas no embargo limitam a quantidade de informações médicas que chegam dos Estados Unidos a Cuba. Um artigo escrito em 1997 sugere que a desnutrição e as doenças resultantes do aumento dos preços de alimentos e medicamentos afetaram homens e idosos, em particular, devido ao sistema de racionamento de Cuba, que oferece tratamento preferencial para mulheres e crianças.
Embora desde 2000 o embargo tenha excluído explicitamente a aquisição de alimentos e medicamentos, um estudo de 1997 da Associação Americana por Saúde Mundial (AAWH, na sigla em inglês) e um artigo de 1996 de Anthony F. Kirkpatrick da Faculdade de Medicina da Universidade do Sul da Flórida, publicado na The Lancet, mostraram que embora a Lei da Democracia Cubana tenha sido emendada para permitir a exportação de jure de alimentos e medicamentos para o país, a aplicação de fato e as implicações da aplicação da lei restringiram significativamente a acessibilidade de ambos em Cuba. A AAWH afirmou que "uma catástrofe humanitária foi evitada apenas porque o governo cubano manteve um alto nível de apoio orçamentário para um sistema de saúde projetado para fornecer cuidados de saúde primários e preventivos a todos os seus cidadãos." A AAWH concluiu que as restrições a viagens que fazem parte do embargo limitaram a quantidade de informações médicas que chegam a Cuba dos Estados Unidos.

### Impacto político
Escrevendo em 2021, no contexto dos protestos em Cuba, segundo Pavel Vidal, ex-economista do banco central cubano que leciona na Universidade Javeriana, na Colômbia, as reformas em Cuba "não dependem do embargo, e o embargo deve ser eliminado unilateralmente, independentemente das reformas em Cuba. Ambos causam problemas."

### Impactos econômicos do embargo
As sanções dos Estados Unidos a Cuba e seus impactos econômicos remontam a quando foram implementadas pela primeira vez na década de 1960.
Entre 1954 e 1959, o comércio entre Cuba e os Estados Unidos estava em um nível superior ao que é hoje. 65% das exportações totais de Cuba foram enviadas para os Estados Unidos, enquanto as importações dos EUA totalizaram 74% das compras internacionais de Cuba. Após a implementação formal do embargo e a aprovação da Proclamação 3 355, houve uma queda de 95% na cota de açúcar de Cuba, que cancelou cerca de 700 mil toneladas das 3 119 655 toneladas anteriormente destinadas aos Estados Unidos. Um ano depois, a cota de açúcar de Cuba foi reduzida a zero quando o presidente Eisenhower publicou a Proclamação 3 383. Isso afetou substancialmente o total de exportações de Cuba, uma vez que Cuba era um dos principais exportadores de açúcar do mundo na época.
Em 1989, com o colapso do bloco soviético, Cuba testemunhou suas crises econômicas mais devastadoras. O PIB de Cuba despencou 34% e o comércio com os países além do Conselho para Assistência Econômica Mútua caiu 56%. Entre 1989 e 1992, o término das parcerias comerciais tradicionais com o bloco soviético fez com que o valor total das exportações de Cuba caísse 61% e as importações caíssem aproximadamente 72%. Este período é conhecido como Período Especial. Os defensores do embargo e muitos economistas internacionais acreditavam que a dissolução da União Soviética e a crise econômica resultante levariam à queda do governo de Fidel Castro. O governo de Cuba, no entanto, instituiu uma campanha de ajuste macroeconômico e liberalização que ajudou a uma recuperação econômica significativa.
Estima-se que Cuba tenha perdido mais de US $ 28,6 bilhões no comércio, de acordo com um estudo de 1992 publicado pelo Instituto de Pesquisa Econômica do Conselho Central de Planejamento de Cuba.
Em novembro de 1991, o embaixador cubano, Ricardo Alarcón, em discurso na Assembleia Geral das Nações Unidas, citou 27 casos recentes de contratos comerciais interrompidos pela pressão estadunidense. O jornal Cuba Business afirmou que a British Petroleum aparentemente foi dissuadida pelas autoridades estadunidenses de investir na exploração de petróleo offshore em Cuba, apesar de estar inicialmente profundamente interessada. O economista da Petroleum afirmou, em setembro de 1992, que o Departamento de Estado dos Estados Unidos desencorajava vigorosamente empresas como a Royal Dutch Shell e a Clyde Petroleum de investir em Cuba. Essa pressão não funcionou em todos os casos. Segundo o jornal mexicano El Financiero, o embaixador dos Estados Unidos no México, John Negroponte viajou para encontrar dois homens de negócios mexicanos que haviam assinado um acordo têxtil com Cuba em 17 de outubro de 1992. Apesar da representação, o acordo foi em frente e acabou valendo US$ 500 milhões em capital estrangeiro. Tudo isso aconteceu antes da assinatura da Lei de Democracia Cubana.
De acordo com um relatório divulgado em 2001 pela Comissão de Comércio Internacional dos Estados Unidos em resposta a uma solicitação feita pela Câmara dos Representantes, o valor total das exportações dos Estados Unidos de produtos agrícolas selecionados, produtos intermediários e manufaturados para Cuba na ausência dos estadunidenses. as sanções foram estimadas em 146 e 658 milhões de dólares para as importações americanas de Cuba entre 1996 e 1998.
Em 2007, o Bureau of Industry and Security (BIS) dos Estados Unidos tornou-se mais indulgente com algumas das sanções impostas a Cuba ao introduzir novos procedimentos simplificados para agilizar o processamento de pedidos de licença para exportação de produtos agrícolas elegíveis para Cuba. Como resultado, as exportações anuais dos Estados Unidos para Cuba aumentaram de US$ 6 milhões para cerca de US$ 350 milhões entre 2000 e 2006. Nesse período, as exportações estadunidenses para Cuba totalizaram mais de US$ 1,5 bilhão. Em 2006, os produtos agrícolas representavam 98% do total das exportações dos Estados Unidos para Cuba.
A Câmara de Comércio dos Estados Unidos estimou em 2009 que o embargo custa à economia estadunidense US$ 1,2 bilhão por ano devido às estruturas legais que impedem os exportadores estadunidenses de entrar nos mercados cubanos. Em 2012, um painel econômico de especialistas do centro de pesquisa Iniciativa sobre Mercados Globais da Escola de Negócios Booth da Universidade de Chicago foi questionado se concordava ou discordava de que "o baixo crescimento da renda per capita de Cuba - 1,2 por cento ao ano desde 1960 - tem mais a ver com as próprias políticas econômicas de Cuba do que com o embargo dos Estados Unidos ao comércio e ao turismo”. A pesquisa concluiu que 49% dos especialistas econômicos "concordam totalmente" com a afirmação, outros 49% "concordam", 1% são "incertos" e 0% "discordam" ou "discordam veementemente" da afirmação. Segundo dados da Al Jazeera de 2015, é estimado que o embargo custou à economia cubana US$ 1,1 trilhão nos 55 anos desde seu início.
De acordo com os críticos do embargo, um dos maiores problemas do embargo é que os Estados Unidos são o único país importante que possui esse embargo contra Cuba. Cuba ainda recebe turistas e comércio de outros países, fazendo com que o embargo pareça ilegítimo e sem sentido.

### Restrições ao turismo

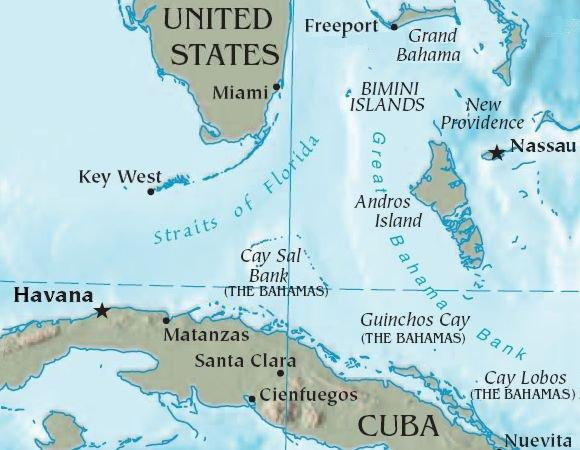
Cuba está localizada a 145 quilômetros a sul do estado norte-americano da Flórida.

De acordo com os Regulamentos de Controle de Ativos Cubanos, as pessoas sujeitas à jurisdição dos Estados Unidos devem obter uma licença para se envolver em quaisquer transações relacionadas a viagens, de acordo com viagens para, de e dentro de Cuba. As transações relacionadas exclusivamente a viagens turísticas não são licenciadas.
Estimulados pelo crescente interesse na demanda por produtos não explorados em Cuba, um número crescente de comerciantes livres no Congresso, apoiados por legisladores do Oeste dos Estados Unidos e da região das Grandes Planícies que representam o agronegócio, tentaram a cada ano desde 2000 atenuar ou suspender as normas que impedem os americanos de viajar para Cuba. Por quatro vezes, a Câmara dos Representantes dos Estados Unidos aprovou a suspensão da proibição de viagens e, em 2003, o Senado aprovou pela primeira vez. Em ambas as vezes, o então presidente George W. Bush ameaçou vetar a lei. Diante da ameaça de veto, o Congresso desistiu da tentativa de suspensão da proibição de viagens a Cuba antes de enviar o projeto para sanção presidencial.
Alguns cidadãos dos Estados Unidos contornam a proibição viajando para Cuba de um país diferente, como México, Bahamas, Canadá ou Costa Rica. As autoridades de imigração cubana não rotulam rotineiramente os passaportes, mas carimbam uma página de visto cubana que é fornecida e que não é aposta permanentemente no passaporte. No entanto, a prática ainda abre os cidadãos dos Estados Unidos a um risco de processos e multas pelo governo dos Estados Unidos, se descobertos. Até 20 de julho de 2015, não havia embaixada ou consulado dos Estados Unidos em Cuba e a representação diplomática dos Estados Unidos era limitada a uma Seção de Interesses dos Estados Unidos na Embaixada da Suíça em Havana.
O Escritório de Controle de Ativos Estrangeiros do Departamento do Tesouro considera que qualquer visita de mais de um dia é prova de violação prima facie. O escritório também sustenta que os cidadãos estadunidenses não podem receber bens ou serviços gratuitamente de qualquer nacional cubano, eliminando quaisquer tentativas de burlar o regulamento com base nessa premissa. Em 25 de julho de 2011, o escritório declarou que o relaxamento "de pessoa para pessoa" das restrições às viagens concedidas pelo governo Obama não deve ser interpretado por engano como promoção do turismo.
Em 10 de outubro de 2006, os Estados Unidos anunciaram que a criação de uma força-tarefa perseguirá violações mais agressivas do embargo comercial dos Estados Unidos contra Cuba, com severas punições. Os regulamentos ainda estão em vigor e são administrados pelo Escritório de Controle de Ativos Estrangeiros. As penalidades criminais por violar o embargo variam de até dez anos de prisão, US$ 1 milhão em multas para empresas e US$ 250 mil em multas individuais; penalidades civis de até US$ 55 mil por violação.[carece de fontes?]
Em setembro de 2016, a Newsweek informou que a empresa hoteleira do presidente Donald Trump violou o embargo, gastando um mínimo de US$ 68 mil em sua incursão em 1998 em Cuba sem a aprovação do governo dos Estados Unidos. Com o conhecimento de Trump, os executivos canalizaram o dinheiro para a viagem a Cuba através de uma empresa de consultoria americana chamada Seven Arrows Investment and Development Corp. Depois que os consultores de negócios viajaram para Cuba e incorreram nas despesas do empreendimento, a Seven Arrows instruiu oficiais seniores da empresa de Trump - então chamado Trump Hotels & Casino Resorts - como fazer parecer legal vinculando-o após o fato a um esforço de caridade.

## Reações

### Críticas às leis e regras do embargo

#### Nações Unidas
Desde 1992, a Assembleia Geral das Nações Unidas vem aprovando uma resolução não-vinculativa condenando o embargo como uma violação do direito internacional todos os anos. Israel é o único país que se une rotineiramente aos Estados Unidos votando contra a resolução, assim como Palau o fez todos os anos de 2004 a 2009 e as Ilhas Marshall também têm votado contra a resolução entre 2000 e 2007. Em 26 de outubro de 2010, pela 19ª vez, a Assembleia Geral condenou o embargo, com um placar de 187 a 2, e 3 abstenções. Israel ficou do lado dos Estados Unidos, enquanto as Ilhas Marshall, Palau e Micronésia se abstiveram. Em 2016, Estados Unidos e Israel se abstiveram de votar pela primeira vez a respeito deste tema.
Geralmente, a votação da Assembleia Geral sobre este assunto acontece no início de cada sessão, que começa no quarto trimestre de cada ano. Em 2020, não houve votação sobre esta questão devido à pandemia de COVID-19. A votação em junho de 2021 foi parte da septuagésima quinta sessão da Assembleia Geral das Nações Unidas. Em 23 de junho de 2021, uma resolução exigindo o fim do bloqueio econômico dos Estados Unidos a Cuba foi aprovada pela Assembleia Geral pelo 29º ano consecutivo. Cento e oitenta e quatro países votaram a favor da resolução, os Estados Unidos e Israel votaram contra e a Colômbia, a Ucrânia e o Brasil se abstiveram.

#### Voto brasileiro a favor do embargo em 2019
A Assembleia Geral da ONU aprovou em 7 de novembro de 2019, pelo 28º ano consecutivo, uma nova resolução exigindo o fim do bloqueio econômico, comercial e financeiro imposto pelos Estados Unidos contra Cuba, entretanto o Brasil votou contra. Este voto já era esperado desde a indicação do diplomata Ernesto Araújo pelo presidente Jair Bolsonaro para o comando do Ministério de Relações Exteriores, que só aprofundou o entendimento de que o país se afastaria da sua tradição diplomática que sempre favoreceu leis e acordos internacionais – boa parte deles debatidos em arenas como a ONU e a Organização Mundial do Comércio (OMC) – e o princípio da não-ingerência. O embaixador brasileiro na ONU, Mauro Vieira, tentou reverter a decisão do Itamaraty para que o Brasil pelo menos optasse por uma abstenção, mas sem sucesso. Segundo o presidente brasileiro, "Pela primeira vez o Brasil acompanhou os Estados Unidos na questão do embargo para Cuba...", porque na sua opinião, Cuba é "uma ditadura e tem que ser tratada como tal. O Brasil vai mudando a sua posição, mais à centro-direita".  O voto brasileiro foi um sinal do alinhamento do governo brasileiro com o presidente Donald Trump, de quem Bolsonaro já se declarou fã. A decisão, no entanto, rompeu não apenas com a tradição diplomática brasileira na ONU, mas com a defesa do livre comércio que caracterizou a ação internacional brasileira.
Na visão do cientista político da Universidade Federal de Minas Gerais (UFMG), Leonardo Avritzer, o governo Bolsonaro demonstra até o momento não ter qualquer estratégia na política externa, baseando-se somente em alinhamentos ideológicos – inclusive na área comercial. De acordo com ele, tal visão deve ser considerada "burra" e prejudicial ao Brasil.  O cientista político disse acreditar que a política externa do Brasil que se foque, por exemplo, em estreitar laços comerciais com Tel Aviv foge dos reais interesses do empresariado brasileiro, uma vez que, segundo ele, visa apenas se alinhar à hegemonia dos Estados Unidos e, de quebra, irritar os países árabes, grandes compradores das commodities do país há décadas.
Quase seis décadas do embargo cubano pelos Estados Unidos causaram danos quantificáveis por mais de US$ 922,6 bilhões para Cuba e, em consequência do apoio brasileiro para as novas sanções norte-americanas e danos econômicos, comerciais e financeiros impostos pelos Estados Unidos contra companhias brasileiras podem ser esperados.  Um relatório do Departamento do Tesouro estadunidense em 1991 disse que as empresas americanas venderam US$ 56 milhões em grãos e outros alimentos a Cuba em 1988 e o dobro em 1989, através de países que mantinham boas relações com ambas as nações. As empresas comerciais brasileiras, por exemplo, encaminham uma variedade de produtos dos Estados Unidos para Cuba, incluindo grãos, fertilizantes, cabos de extensão, lâmpadas, pneus de carro e até motores para barcos de pesca. Mais de US$ 150 milhões em mercadorias dos Estados Unidos foram enviados para Cuba pelo Brasil desde 1990. Cuba geralmente usa linhas de crédito com bancos espanhóis e suíços para pagar as empresas brasileiras. Esta oportunidade para as empresas brasileiras terminou após a votação de 2019.
Houve uma expansão significativa no comércio bilateral, com as exportações brasileiras passando de US$ 70 milhões em 2002 para mais de US$ 500 milhões em 2015, colocando o Brasil como o terceiro maior exportador da ilha, atrás da China e da Venezuela. As exportações brasileiras consistem principalmente de produtos como óleo de soja refinado, farelo de soja, arroz, milho, carne de frango fresca e café cru, entre outros.
Em 2015, o aperto de mão entre Barack Obama e Raúl Castro durante a Cúpula das Américas no Panamá confirmou sua escolha de retomar o diálogo e o compromisso com o crescimento progressivo da confiança mútua entre os dois países. A pressão para pôr fim ao embargo contra Cuba, uma decisão a ser tomada pelo Congresso dos Estados Unidos, está aumentando, com o apoio da maioria dos cidadãos estadunidenses. As empresas americanas, interessadas em obter acesso ao mercado próximo, também estão incentivando a revisão das barreiras que estão em vigor há mais de 50 anos. O Brasil incentivou o aumento do comércio com a ilha, bem como uma maior presença de investimentos brasileiros no país, até 2018.
Uma das medidas mais significativas foi o financiamento do Brasil para a renovação do Porto de Mariel, que foi reaberto em 2014. Apesar da controvérsia envolvendo o financiamento do projeto pelo Banco Nacional de Desenvolvimento Econômico e Social (BNDES), com um empréstimo de cerca de US$ 682 milhões, as recompensas brasileiras do são indiscutíveis, não apenas do ponto de vista econômico, mas também estrategicamente. Estima-se que cerca de US$ 800 milhões investidos no projeto foram gastos no Brasil, comprando bens e serviços brasileiros e gerando mais de 100 mil empregos diretos e indiretos. Além disso, o moderno porto cubano está no mesmo nível dos melhores portos do Caribe, como os de Kingston, na Jamaica e Freeport, nas Bahamas, com capacidade para acomodar embarcações com até 18 metros de profundidade e movimentar 1 milhão de contêineres por ano. A grande diferença, no entanto, é o fato de estar localizado a apenas 150 quilômetros do maior mercado do mundo, seria uma vantagem considerável para qualquer empresa brasileira que faz negócios na ilha, principalmente devido à perspectiva de um embargo facilitado. Os efeitos progressivos da modernização do porto de Mariel e os incentivos dados pelo governo cubano para atrair capital estrangeiro, esse mercado de 11 milhões de pessoas, se o governo brasileiro mantinha sua posição histórica, poderia ter sido considerado um novo ponto focal para empresas brasileiras capazes de identificar oportunidades em meio a uma era de mudanças e desafios nas regiões do Caribe e da América Latina.
Tradicionalmente, o Brasil se opunha a como os Estados Unidos aplicavam sua política doméstica unilateralmente à política externa, punindo empresas de países terceiros que comercializam ou investem em Cuba. Ao abandonar sua posição tradicional de se opor ao embargo dos Estados Unidos, o governo do Brasil se oporia aos seus próprios interesses comerciais em Cuba. Por exemplo, a brasileira Souza Cruz, possui uma joint-venture em Havana que produz a maior parte dos cigarros em Cuba.

### Resposta dos governos
Os futuros estudantes da história estadunidense estarão coçando a cabeça sobre esse caso nas próximas décadas. Nosso embargo e recusa em normalizar as relações diplomáticas não tem nada a ver com o comunismo. Caso contrário, não teríamos relações diplomáticas com a União Soviética durante a Guerra Fria, com a China desde Nixon e com o Vietnã, apesar de nossa guerra amarga lá. Não, Cuba foi pura política. Embora tenha começado a ser uma medida da resistência de um governo à política de Castro, logo se tornou uma camisa de força, pela qual os cubano-americanos de primeira geração exerceram um poder político desordenado sobre ambos os partidos e construíram um veto à diplomacia racional e madura.

Gary Hart, ex-senador estadunidense, em março de 2011.
O então Ministro das Relações Exteriores de Cuba, Felipe Pérez Roque, chamou o embargo de "um ato de genocídio", citando um memorando classificado do Departamento de Estado dos Estados Unidos de 6 de abril de 1960, que recomendava que usassem todas as ferramentas disponíveis para derrubar Fidel Castro através da fome e das doenças.
Em 1 de maio de 2009, o presidente da Venezuela Hugo Chávez, enquanto falava sobre sua reunião com o presidente dos Estados Unidos, Barack Obama, em uma cúpula dias antes, declarou que "se o presidente Obama não desmantelar esse selvagem embargo do povo cubano, então é tudo mentira, tudo será uma grande farsa e o império americano estará vivo e bem, nos ameaçando".
A Lei Helms-Burton tem sido alvo de críticas de governos canadenses e europeus em particular, que não aceitaram as reivindicações extraterritoriais dos Estados Unidos, pois a lei inclui maneiras de punir empresas não americanas que negociam com Cuba. Na Câmara dos Comuns do Canadá, a lei Helms-Burton foi satirizada pelo projeto de lei Godfrey-Milliken, um projeto de lei que pedia o retorno de propriedades confiscadas a descendentes de legalistas que fugiram para a América do Norte Britânica (atual Canadá) após a Revolução Americana (o projeto de lei nunca foi aprovado). O Parlamento Europeu foi mais longe, declarando ilegal o cumprimento da lei Helms-Burton por cidadãos europeus. Apesar da declaração do Parlamento Europeu, casos de discriminação de empresas norte-americanas contra cidadãos cubanos em países europeus ocorreram repetidamente. As instituições financeiras suíças também estão cada vez mais sujeitas à pressão do governo dos Estados Unidos. A Postfinance interrompeu a disponibilidade das transferências de dinheiro para Cuba no final de setembro de 2019 com poucas exceções, o que têm levado a grandes problemas para as pequenas e médias empresas e ONGs suíças que operam em Cuba.

De acordo com o Conselho Europeu:
...ao mesmo tempo em que reafirmava sua preocupação em promover a reforma democrática em Cuba, recordou a profunda preocupação expressa pelo Conselho Europeu sobre os efeitos extraterritoriais da Lei de Liberdade Cubana e da Solidariedade Democrática adotada pelos Estados Unidos e legislação pendente semelhante sobre o Irã e a Líbia. Observou as objeções internacionais generalizadas a esta legislação. Convidou o presidente Clinton a renunciar às disposições do Título III e expressou séria preocupação com as medidas já tomadas para implementar o Título IV da Lei. O Conselho identificou uma série de medidas que poderiam ser adotadas pela UE em resposta aos danos aos interesses das empresas da UE resultantes da implementação da lei. Entre estes estão os seguintes:
1. uma mudança para um painel de solução de controvérsias da OMC;
2. «mudanças nos procedimentos que regem a entrada de representantes de empresas americanas nos Estados-Membros da UE;
3. o uso/introdução de legislação na UE para neutralizar os efeitos extraterritoriais da legislação dos Estados Unidos;
4. o estabelecimento de uma lista de observação de empresas norte-americanas que arquivam ações do Título III.

### Outros críticos
Alguns críticos enfocam a utilidade duvidosa do embargo, argumentando que, em vez de influenciar o governo cubano, distanciando-o do modelo socialista, o vinculava ainda mais à União Soviética, da qual dependia economicamente. Também acredita-se que o embargo atualmente mais ajuda o governo cubano do que o prejudica, porque permite culpar os Estados Unidos pelas falhas do seu governo e, ao mesmo tempo, se apresentar como defensor da população cubana contra os Estados Unidos. Por esse motivo, vários setores liberais acreditam que o embargo entrincheirou o atual governo no poder e impediu Cuba de adotar o livre mercado e seguir um caminho semelhante a outros países socialistas (como a China ou o Vietnã).[carece de fontes?] Em uma entrevista em 2005, George P. Shultz, que atuou como Secretário de Estado na gestão do presidente Reagan, chamou o embargo de "insano".[carece de fontes?] Daniel Griswold, diretor do Centro de Estudos de Política Comercial do Instituto Cato, criticou o embargo em um artigo de junho de 2009:
O embargo foi um fracasso em todas as medidas. Não mudou o curso ou a natureza do governo cubano. Não libertou um único cidadão cubano. De fato, o embargo deixou o povo cubano um pouco mais empobrecido, sem torná-lo um pouco mais livre. Ao mesmo tempo, privou os americanos de sua liberdade de viajar e custou aos agricultores e outros produtores americanos bilhões de dólares em exportações em potencial.
Alguns líderes empresariais americanos pedem abertamente o fim do embargo. Eles argumentam que, enquanto o embargo continuar, as empresas estrangeiras não americanas em Cuba que violam o embargo não precisam competir com as empresas americanas e, portanto, terão uma vantagem quando e se o embargo for suspenso. José Azel, pesquisador associado sênior do Instituto de Estudos Cubanos e Cubano-Americanos da Universidade de Miami e autor do livro Mañana em Cuba teve uma visão diferente:
Atualmente, mais de 190 nações se envolvem econômica e politicamente com Cuba, enquanto os Estados Unidos continuam sozinhos na aplicação de sua política de sanções econômicas. Se, de fato, a política dos Estados Unidos é considerada um caso de falha na mudança da natureza do governo cubano, há 190 casos de falha pelos mesmos motivos. Por uma preponderância de evidências (190 a 1), pode-se argumentar que o envolvimento com esse regime foi um fracasso sombrio.
Alguns líderes religiosos se opõem ao embargo por várias razões, incluindo restrições humanitárias e econômicas que o embargo impõe aos cubanos. O papa João Paulo II pediu o fim do embargo durante sua visita pastoral ao México em 1979. O patriarca Bartolomeu I chamou o embargo de "erro histórico" ao visitar a ilha em 25 de janeiro de 2004. Uma carta conjunta em 1998 dos Discípulos de Cristo e da Igreja Unida de Cristo ao Senado estadunidense pedia o alívio das restrições econômicas contra Cuba. Os bispos dos Estados Unidos pediram o fim do embargo a Cuba, após a visita do papa Bento XVI em 2012 à ilha.
O cineasta e documentarista Michael Moore desafiou o embargo, trazendo equipes de resgate do 11 de Setembro que precisavam de assistência médica a Cuba para obter assistência médica subsidiada.
Em junho de 2011, o ex-candidato presidencial democrata George McGovern culpou "exilados cubanos amargos em Miami" por manter vivo o embargo. Antes de visitar Cuba, ele disse:
É uma política estúpida. Não há razão para não sermos amigos dos cubanos e vice-versa. Muitos deles têm parentes nos Estados Unidos e alguns estadunidenses têm parentes em Cuba, então devemos ter liberdade de viajar... Parece que achamos seguro abrir a porta para um bilhão de comunistas na China, mas por alguma razão, estamos morrendo de medo dos cubanos.
Barack Obama discutiu a flexibilização do embargo durante sua campanha presidencial em 2008, embora ele prometesse mantê-lo. Em dezembro de 2014, ele considerou o embargo um fracasso, pedindo ao Congresso que promulgasse uma legislação para levantá-lo totalmente.

## Opinião pública
Uma pesquisa do Gallup, encomendada em 2008 pelo USA Today, indicou que os americanos acreditavam que as relações diplomáticas "deveriam" ser restabelecidas com Cuba. (61% a favor, 31% contra.)
Pesquisas mostram declínio no apoio a sanções inclusive entre os cubano-americanos. Uma pesquisa de junho de 2014 mostrou que 52% dos cubano-americanos no condado de Miami-Dade, na Flórida, se opunham ao embargo e 48% o apoiavam; 56% dos cubanos americanos no condado de Miami-Dade apoiaram o embargo em 2011, enquanto 87% o apoiaram em 1991. Nos Estados Unidos, grupos de lobby como o Engage Cuba defendem o fim do embargo.